# Mees van Huis
Melis (Mees) van Huis (Zeist, 1 juli 1909 - 18 mei 1996) was een Nederlandse organist en componist van orgelmuziek.
Hij was zoon van koetsier Gijsbertus van Huis en Aagje Hoogendoorn. Hijzelf huwde Dicky Baauw. Zijn grafzerk vermeldt: "Ik zing voor de heer zolang ik leef. Ik speel voor mijn god zolang ik besta." (Psalm 104, vers 33)
Van Huis kreeg zijn eerste orgellessen van de Utrechtse dom-organist Hendrik Bos, nadat hij thuis op een harmonium van zijn vader had geoefend en naar Johan Wagenaars spel had geluisterd. Vanaf 1929 bezocht hij het Amsterdamsch Conservatorium waar hij, samen met bekende generatiegenoten als Adriaan Engels, George Stam, Adriaan Schuurman, Meindert Boekel en Piet van Egmond, deel uitmaakte van de orgelklas van Cornelis de Wolf. Hij kreeg ook les van Sem Dresden. Hij deed in 1934 eindexamen. In 1937 werd hij muziekleraar aan het Blindeninstituut Bartiméus in Zeist, in 1974 ging hij aldaar met pensioen. In 1943 werd hij benoemd tot cantor-organist van de Hervormde Buurkerk in Utrecht. Hij werd na de oorlog dirigent van het Buurkerkkoor, dat was ontstaan door de fusie van het Nederlands Hervormd Jeugdkoor en een gemengd koor, dat al onder zijn leiding stond. In 1951 werd hij tevens cantor-organist van de Evangelische Broedergemeente in Zeist. In 1980 nam hij afscheid als organist, toen de Buurkerk aan de eredienst was onttrokken en werd omgebouwd tot Nationaal Museum van Speelklok tot Pierement.
Van Huis was een geboren improvisator en een liefhebber van de romantische orgelstijl. Hij schreef onder meer twee passacaglia's voor orgel, Psalm 46 voor koor en orgel en voorts veel koraalbewerkingen en cantates voor koor en orgel.
Van de koren onder leiding van Van Huis zijn diverse plaatopnamen bewaard gebleven.